# Kirche von Bojana

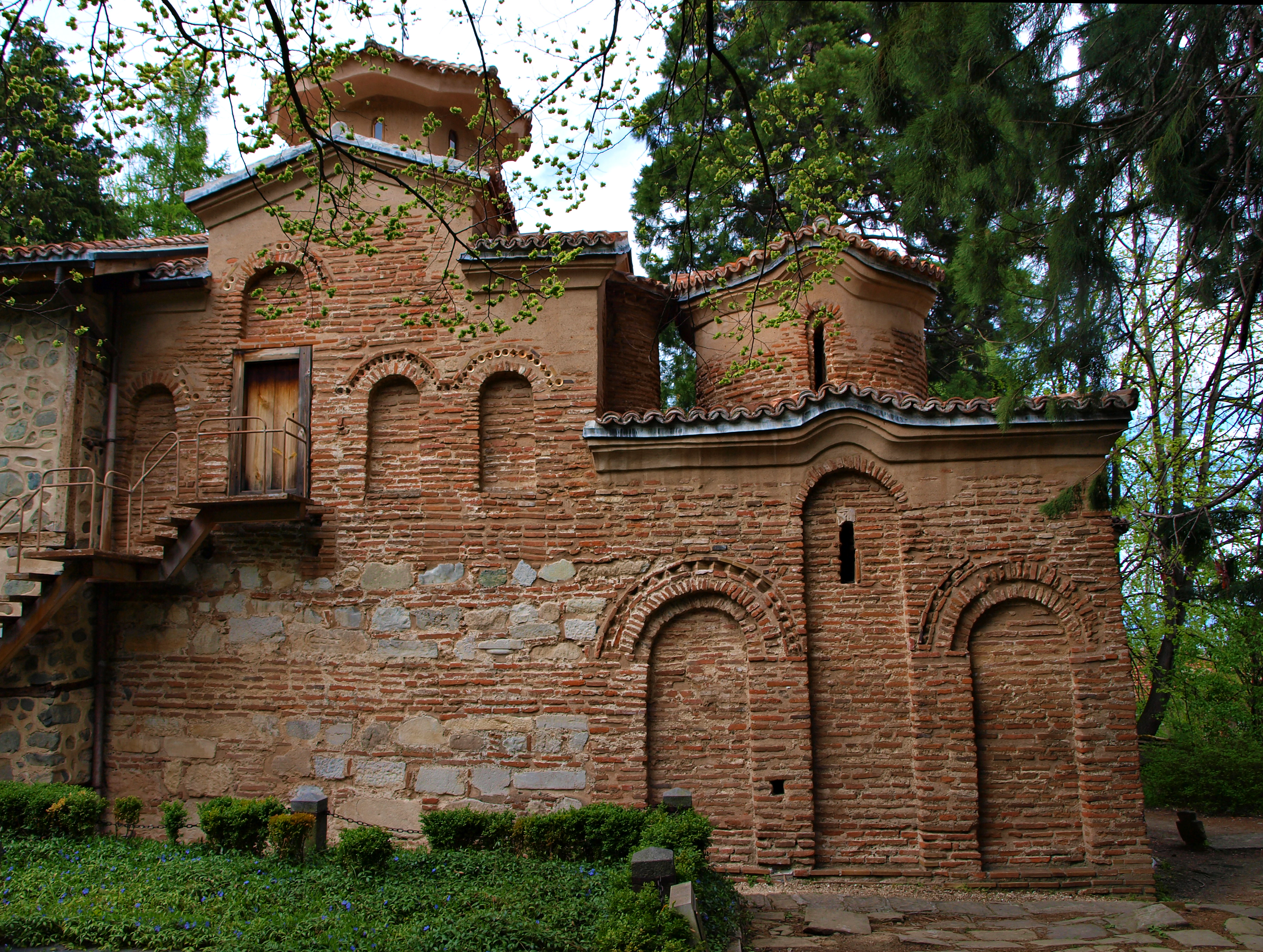
Außenansicht

Die Kirche von Bojana, auch Bojana-Kirche (bulgarisch Боянска църква), ist eine mittelalterliche bulgarisch-orthodoxe Kirche im gleichnamigen Stadtbezirk von Sofia, der Hauptstadt Bulgariens. Sie ist den Heiligen Nikolaus und Pantaleimon (bulg. Никола и Пантелеймон) geweiht. Die Kirche wurde 1979 in die Liste des Weltkulturerbes der UNESCO aufgenommen. Sie ist eines der 100 nationalen touristischen Objekte und auch ein Museum, Filiale des Nationalen Historischen Museums in Sofia.

## Lage
Die Kirche liegt am Fuße des Witoscha-Gebirges, rund 9 km südlich vom Zentrum der bulgarischen Hauptstadt. In der Nähe befindet sich auch das Nationale Historische Museum. Im Mittelalter stand hier auch eine Festung mit dem Namen Bojana. Sie diente als Residenz der Verwalter der Provinz von Sredetz, wie Sofia damals hieß.

## Baugeschichte
Das Gebäude weist drei Bauphasen aus dem 10., dem 13. und dem 19. Jahrhundert auf.
Da die Kirche in Gefahr geriet, abgebrochen zu werden, um Platz zu erhalten für den Neubau eines größeren Gebäudes, setzte sich Zarin Eleonore, Gemahlin von Zar Ferdinand I. von Bulgarien, für deren Erhalt ein. Sie spendete Geld für einen Grundstückankauf sowie Bau einer neuen Kirche und unterstützte auch ab 1912 die Restaurierung des historischen Kirchengebäudes.

## Fresken
Ihre weltweite Bekanntheit verdankt die Kirche ihren Fresken von 1259. Diese liegen als zweite Schicht über noch älteren Malereien und stellen ein sehr gut erhaltenes Beispiel für mittelalterliche osteuropäische Kunst dar. Auf den Wänden finden sich Darstellungen von 240 Menschen in 89 verschiedenen Szenen. Der Name des Malers ist nicht bekannt, sein Stil gehörte sehr wahrscheinlich zur Kunstschule von Tarnowo. Mit seinen humanistischen Tendenzen spiegelte sein Werk nicht nur die im 13. Jahrhundert erkennbaren Reformbestrebungen innerhalb der orthodoxen Kirche wider, sondern leistete auch einen eigenen Beitrag zur Abgrenzung der mittelalterlichen bulgarischen von der byzantinischen Kunst. Die Fresken werden oft als ein Höhepunkt der Kunst des Zweiten Bulgarischen Reichs betrachtet.
18 Szenen im Narthex stellen das Leben des heiligen Nikolaus dar. Andere zeigen Alltagsszenen der damaligen Zeit. Als besonders interessant gelten die Darstellungen der Stifter der Kirche, des Sebastokrators Kalojan und seiner Frau Dessislawa, sowie des bulgarischen Zaren Konstantin Tich Assen und seiner Frau Irina.

## Kirchenumfeld
Um die Kirche befindet sich eine Reihe von Grabstätten. Davon ist besonders die schlichte Grablegung für Zarin Eleonore von Bulgarien († 12. Sept. 1917), der Gemahlin von Zar Ferdinand I. von Bulgarien bemerkenswert. Die während der Volksrepublik Bulgarien verwüstete Grabfläche wurde nach 1990 wieder hergerichtet. 

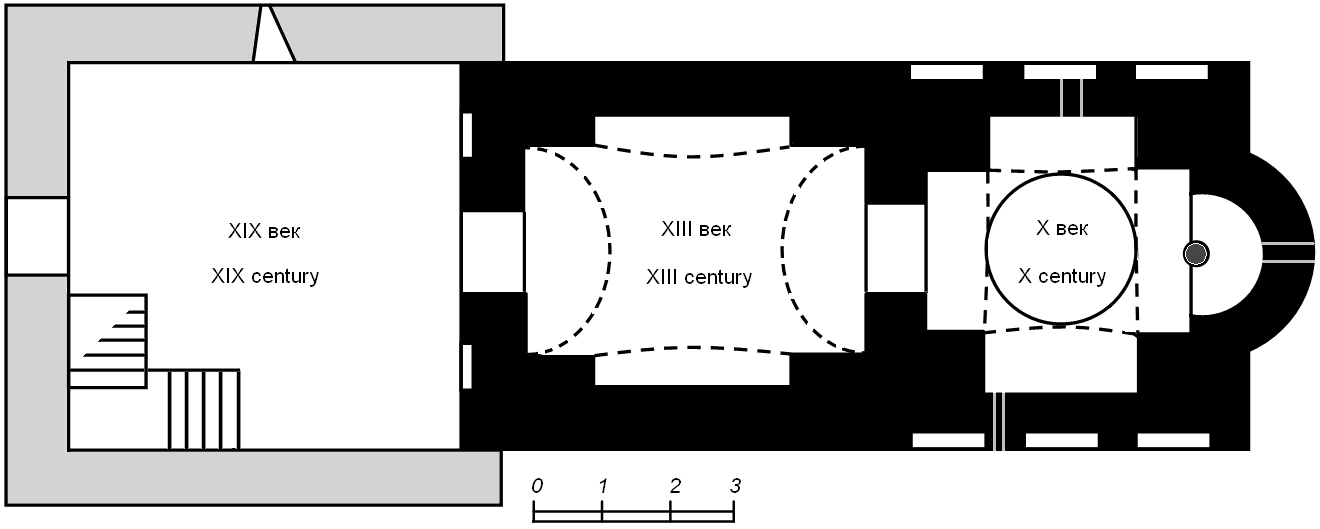
Grundriss